# عديم الكيس غاردنري
عديم الكيس غاردنري أو برص ورقي الأصابع غاردنري (الاسم العلمي: Asaccus gardneri)، نوع من السحالي من فصيلة ورقيات الأصابع. إنهُ مستوطن في شبه الجزيرة العربية ويوجد في الإمارات العربية المتحدة وسلطنة عمان.
اسم النوع مُهدى لعالم الزواحف البريطاني الدكتور أندرو إس. غاردنر لتفانيه طوال حياته ومساهمته في علم الزواحف العربية. لقد كان أول من سلط الضوء، مع إي إن أرنولد، على تميز Asaccus gardneri sp. nov. (Asaccus caudivolvulus Khasab بالمعنى الأفرادي Arnold & Gardner ،1994).